# Hande Kodja
Hande Kodja (6 februari 1984) is een Belgisch actrice. Ze speelt in het theater en in films.

## Filmografie
- La permission (2014): Jeanne Perreau
- Rosenn (2014): Rosenn
- Des gens qui s'embrassent (2013): Louise
- Marieke Marieke (2010): Marieke[2]
- Meurtrières (2006): Nina

- Bibliothèque nationale de France: cb15514089g (data)
- Gemeinsame Normdatei: 1032064781
- International Standard Name Identifier: 0000 0000 0249 9969
- Virtual International Authority File: 66773292
- WorldCat: E39PBJvtcPtMKwjXxKGPxPHV4q